# Machimus largus
Machimus largus är en tvåvingeart som beskrevs av Richter 1963. Machimus largus ingår i släktet Machimus och familjen rovflugor. Inga underarter finns listade i Catalogue of Life.